# Halieutaea coccinea
Halieutaea coccinea är en fiskart som beskrevs av Alcock, 1889. Halieutaea coccinea ingår i släktet Halieutaea och familjen Ogcocephalidae. Inga underarter finns listade i Catalogue of Life.